# Communauté de communes Porte d'Occitanie
La communauté de communes Porte d'Occitanie est une ancienne communauté de communes française, située dans le département de la Haute-Vienne, en région Nouvelle-Aquitaine. Créée en 1997, elle disparaît en 2017.

## Histoire
Créée le 27 décembre 1997, la communauté de communes Porte d'Occitanie s'est agrandie avec l'arrivée le 15 mars 2011 des communes de Folles et de Laurière qui ont quitté la communauté de communes Ardour-Rivalier-Gartempe. La commune de Saint-Sulpice-Laurière rejoint elle aussi la communauté de communes Porte d'Occitanie le 1er janvier 2013.
La communauté de communes est absorbée en 2017 par la nouvelle communauté de communes Élan Limousin Avenir Nature.

## Composition
À sa disparition, elle regroupait 9 communes : 
- Bersac-sur-Rivalier
- Bessines-sur-Gartempe
- Compreignac
- Folles
- Fromental
- Laurière
- Razès
- Saint-Léger-la-Montagne
- Saint-Sulpice-Laurière